# Dyschiriognatha lobata
Dyschiriognatha lobata is een spinnensoort in de taxonomische indeling van de strekspinnen.
Het dier behoort tot het geslacht Dyschiriognatha. De wetenschappelijke naam van de soort werd voor het eerst geldig gepubliceerd in 1926 door Vellard.